# Église Saint-Martin d'Entrevennes
L'église Saint-Martin, placée sous l'invocation de Saint-Martin, est une église de style roman située sur la commune d'Entrevennes dans le département des Alpes-de-Haute-Provence en France.

## Histoire
L’église paroissiale est placée sous le vocable de l’Assomption et qui a Saint-Martin comme saint patron, du milieu du XIIe siècle, avec de nombreuses modifications. L'église est inscrite au titre des Monuments historiques par arrêté du 29 février 1988.

## Architecture
L'église est de style roman.
La nef est voûtée en berceau à la brisure prononcée, et bordée de deux bas-côtés, ajoutés tardivement (le bas-côté sud est de 1867). Les chapiteaux sont ornés de tête animales ou humaines. Son abside est ornée de bandes lombardes. La nef a été reconstruite au XVIe siècle et restaurée au XIXe siècle. Le chœur est bordé de deux chapelles ; les cloches sont logées dans une tour carrée construit contre le chœur.

## Mobilier
La statue de la Vierge en Assomption, en carton-pâte doré et peint, du XIXe siècle, est classée monument historique au titre objet. La crèche date de la première moitié du XIXe siècle : ses neuf santons, en carton-pâte, sont classés. Le calice en argent, daté du XVIIe siècle, est classé depuis 1943, comme la croix de procession (XVe siècle) : celle-ci est en bois recouvert d’argent, et était émaillée.
Le mobilier comprend encore une croix de procession en cuivre, argent et vermeil, haute de 150 cm. Datée de la fin du Moyen Âge ou du XVIe siècle, ses branches sont estampées de rinceaux et d’oiseaux. Les branches se terminent par des quadrilobes à accolades, dont les pointes portent une boule de cuivre. Les quadrilobes sont eux aussi ciselés, portant des scènes de martyre à l’avers, et le tétramorphe au revers. Elle est l’œuvre d’un orfèvre de Digne.